# Rintje Ritsma
Robert Rintje Ritsma (ur. 30 kwietnia 1970 w Lemmer) – holenderski łyżwiarz szybki, wielokrotny medalista olimpijski i mistrzostw świata oraz pięciokrotny zdobywca Pucharu Świata.

## Kariera
Specjalizował się w średnich i długich dystansach. Pierwszy medal w karierze zdobył w 1989 roku, kiedy podczas mistrzostw świata juniorów w Kijowie był drugi w wieloboju. W 1992 roku brał udział w igrzyskach olimpijskich w Albertville, gdzie zajął między innymi czwarte miejsce na dystansie 1500 m. Walkę o medal przegrał tam ze swym rodakiem, Leo Visserem. Dwa lata później, podczas igrzysk w Lillehammer był drugi na 1500 m oraz trzeci na 5000 m. Kolejne trzy medale zdobył na igrzyskach olimpijskich w Nagano, gdzie był drugi za swym rodakiem Giannim Romme na 5000 m oraz trzeci na dystansach 1500 i 10 000 m. W kolejnych latach zanotował już tylko dwa biegi olimpijskie: na igrzyskach w Salt Lake City był dziewiąty na 1500 m, a podczas igrzysk w Turynie w 2006 roku, wspólnie ze Svenem Kramerem, Markiem Tuitertem, Carlem Verheijenem i Erbenem Wennemarsem zdobył brązowy medal w biegu drużynowym.
Wielokrotnie zdobywał medale mistrzostw świat w wieloboju. Na MŚ w Baselga di Pinè (1995), MŚ w Inzell (1996), MŚ w Hamar (1999) i MŚ w Budapeszcie (2001) zdobywał złote medale, podczas MŚ w Heerenveen (1998) i MŚ w Baselga di Pinè (2003) był drugi, a na MŚ w Hamar (1993), MŚ w Göteborgu (1994 i MŚ w Milwaukee (2000) zajmował trzecie miejsce. W 1997 roku brał udział w mistrzostwach świata na dystansach w Warszawie w 1997 roku, gdzie był najlepszy w biegach na 1500 m i 5000 m oraz drugi na 10 000 m. Zdobył też srebro na 5000 m podczas mistrzostw świata w Calgary rok później oraz brązowy na 1500 m na mistrzostwach świata w Heerenveen w 1999 roku.
Wielokrotnie stawał na podium zawodów Pucharu Świata, przy czym odniósł 29 zwycięstw. W sezonach 1992/1993 i 1996/1997 zwyciężał w klasyfikacji końcowej na 1500 m, w sezonie 1994/1995, a w sezonach 1993/1994, 1997/1998, 1998/1999, 1999/2000 i 2000/2001 był trzeci. Ponadto w sezonach 1994/1995, 1995/1996 i 1996/1997 wygrywał klasyfikację 5000 m/10 000 m, w sezonie 1993/1994 był drugi, a w sezonie 1992/1993 trzeci.
Zdobył również dziesięć medali mistrzostw Europy w wieloboju, w tym sześć złotych. Dwukrotnie był mistrzem Holandii w wieloboju, a jedenaście razy zwyciężał na dystansach.
W 1999 roku został uhonorowany Nagrodą Oscara Mathisena. Ustanowił cztery rekordy świata.
Karierę zawodniczą zakończył w 2008 roku.

## Osiągnięcia

### Igrzyska olimpijskie
- Albertville 1992
  - 4. (1500 m); 12. (1000 m); 27. (500 m)
- Lillehammer 1994
  - srebro (1500 m); brąz (5000 m); 7. (10 000 m)
- Nagano 1998
  - srebro (50000 m); brąz (1500 m); brąz (10 000 m)
- Salt Lake City 2002
  - 9. (1500 m)
- Turyn 2006
  - brąz (drużynowo)[2]

### Mistrzostwa świata
- Mistrzostwa świata w wieloboju
  - złoto – 1995, 1996, 1999, 2001
  - srebro – 1998, 2003
  - brąz – 1993, 1994, 2000
- Mistrzostwa świata na dystansach
  - złoto – 1997 (1500 i 5000 m)
  - srebro – 1997 (10 000 m), 1998 (5000 m)
  - brąz – 1999 (1500 m)